# Joachim Poeschke
Joachim Poeschke (* 8. April 1945 in Karthaus) ist ein deutscher Kunsthistoriker.

## Leben
Poeschke studierte ab 1964 Kunstgeschichte, Philosophie, Klassische Archäologie und Geschichte an den Universitäten Freiburg/Breisgau, Bonn, Münster, Florenz und Braunschweig. 1969 wurde er an der TU Braunschweig in Kunstgeschichte promoviert. Anschließend zog Poeschke nach Italien, zunächst als Stipendiat am Kunsthistorischen Institut in Florenz und dann als Wissenschaftlicher Assistent an der Bibliotheca Hertziana in Rom. Zwischendurch habilitierte er sich 1978 in Münster. Erst 1983 kehrte er nach Deutschland zurück, als er einen Ruf auf die Professur für Kunstgeschichte an der Universität Würzburg erhielt. 1988 wechselte er an die Universität Düsseldorf. Seit 1991 lehrt er an der Universität Münster. Er gilt als „Autor mehrerer Standardwerke zur Renaissance“ und Experte für Michelangelo.
Er ist korrespondierendes Mitglied der Nordrhein-Westfälischen Akademie der Wissenschaften und der Künste (seit 2012), der Akademie der Wissenschaften zu Göttingen und der Braunschweigischen Wissenschaftlichen Gesellschaft.

## Veröffentlichungen (Auswahl)
- Betrachtung der römischen Werke des Arnolfo di Cambio. In: Römische Quartalschrift für christliche Altertumskunde und Kirchengeschichte 67 (1972), S. 175–211.
- Die Sieneser Domkanzel des Nicola Pisano. Ihre Bedeutung für die Bildung der Figur im 'stile nuovo' der Dante-Zeit (= Beiträge zur Kunstgeschichte. Band 9). De Gruyter, Berlin u. a. 1973.
- Zum Einfluss der Gotik in Süditalien. In: Jahrbuch der Berliner Museen 22 (1980), S. 91–120.
- Die Kirche San Francesco in Assisi und ihre Wandmalereien. Hirmer, München 1985.
- Die Skulptur der Renaissance in Italien. 2 Bände. Hirmer, München 1990–1992.
- (Hrsg.): Italienische Frührenaissance und nordeuropäisches Spätmittelalter. Kunst der frühen Neuzeit im europäischen Zusammenhang. Hirmer, München 1991.
- (Hrsg.): Antike Spolien in der Architektur des Mittelalters und der Renaissance. Hirmer, München 1996.
- Die Skulptur des Mittelalters in Italien. 2 Bände. Hirmer, München 1998–2000.
- (Hrsg.): Praemium virtutis. Grabmonumente und Begräbniszeremoniell im Zeichen des Humanismus (= Symbolische Kommunikation und gesellschaftliche Wertsysteme. Band 2). Rhema, Münster 2002.
- Wandmalerei der Giottozeit in Italien 1280–1400. Hirmer, München 2003, ISBN 3-7774-9800-9.
- (Hrsg.): Das Soester Antependium und die frühe mittelalterliche Tafelmalerei. Kunsttechnische und kunsthistorische Beiträge (= Westfalen. Hefte für Geschichte, Kunst und Volkskunde. Band 80). Münster 2005.
- (Hrsg.): Die Virtus des Künstlers in der italienischen Renaissance (= Symbolische Kommunikation und gesellschaftliche Wertsysteme. Band 15). Rhema, Münster 2006.
- Mosaiken in Italien 300–1300. Hirmer, München 2009, ISBN 3-7774-2101-4.[2]
- Der Naumburger Meister und die Bildhauerkunst seiner Kunst. In: Hartmut Krohm, Holger Kunde (Hrsg.): Der Naumburger Meister. Bildhauer und Architekt im Europa der Kathedralen. Ausstellungskatalog.  Imhof, Petersberg 2011, Bd. 2, S. 1180–1187.
- Regum monumenta. Kaiser Friedrich II. und die Grabmäler der normannisch-staufischen Könige von Sizilien im Dom von Palermo (= Römische Forschungen der Bibliotheca Hertziana. Band 35). Hirmer, München 2011.
- All’antica. Bauornamentik der Frührenaissance in Italien. 2 Bände. Deutscher Kunstverlag, Berlin 2024.